# 菅山村
菅山村（すげやまむら）は、静岡県榛原郡南部、(榛南地区)にあった村である。現在の牧之原市の、ほぼ中央部に当たる。

## 村の歴史
- 1889年4月1日 - 町村制施行により菅ヶ谷（すげがや）、松本、西山寺（さいさんじ）の3村が合併して菅山村設置。
- 1951年4月1日 - 相良町に編入して消滅した。

## 当時の菅山村
東側は海岸から続く平野で水田が多く、西部はいわゆる牧ノ原台地の南端に当たる丘陵地帯で、茶畑が多かった。村の東側を県道（現・国道473号）が走り、金谷駅と相良町を結ぶバスが通っていた。人口2千人足らずの、小さな農村であった。
村の西部の、大字菅ヶ谷字新田、字時ヶ谷にあった日本石油相良精油所（相良油田）は、太平洋側では唯一の油田として知られ、1884年の最盛期には721.6klを採掘し、主に灯油（石油ランプの燃料）として利用された。戦後、産油量が激減し、1955年に廃坑した。

## 現在の菅山地区
相良の市街地と地続きになり、人家が増え、国道沿いに新しい商店もいくつかできたが、過疎化と高齢化が進んでいる。